# 諾頓電腦醫生
諾頓電腦醫生（Norton Utilities，NU）是最初由Peter Norton Computing（目前的Norton by Symantec）所開發的電腦整理套件，而該公司今為賽門鐵克收購並整合在諾頓系列產品中，其適用環境為 Microsoft Windows作業系統。版本15.0有部分功能被整合在諾頓360。

## 外部連結
- 諾頓台灣（页面存档备份，存于）
- 賽門鐵克台灣